# پیتزا مصا
پیتزا مَصا (به انگلیسی: Matzah pizza) که بعضی اوقات با نام پیتزا مَصو (به انگلیسی: Matzoh pizza) هم نوشته می‌شود نوعی پیتزا است که از پخت تکه‌ای نان مصا که روی آن سس و پنیر ریخته شده، تهیه می‌شود. از آن‌جایی که قوانین یهودی مصرف نان خمیر شده را در طول عید فصح ممنوع می‌کند برخی از مردم از مصا به عنوان جایگزینی برای نان پیتزای سنتی در طول تعطیلات استفاده می‌کنند.